# Ischiopsopha purpureitarsis
Ischiopsopha purpureitarsis är en skalbaggsart som beskrevs av Moser 1912. Ischiopsopha purpureitarsis ingår i släktet Ischiopsopha och familjen Cetoniidae. Inga underarter finns listade i Catalogue of Life.